# Lợn trắng Trung
Lợn trắng Trung là một giống lợn nhà bản địa của Vương quốc Anh. Nó có nguồn gốc ở Yorkshire trong khoảng thời gian tương tự như Lợn Trắng Lớn. Tên của nó xuất phát từ thực tế là kích thước của giống này nằm giữa kích thước của Lợn trắng Lớn và Lợn trắng nhỏ, hiện đã tuyệt chủng. Nó đã được công nhận đầy đủ là một giống lợn vào năm 1884. Loài này được biết đến như là một giống lợn nuôi lấy thịt (chứ không phải lợn nuôi làm thịt xông khói hoặc lợn nuôi lấy mỡ) và được biết đến với cái mũi tẹt và hếch. Giống lợn này ngoan ngoãn và thường được giữ ở ngoài trời trong các tình huống chăn thả. Mặc dù số lượng của nó đã hồi phục một phần, giống lợn này được liệt kê là nguy cơ tuyệt chủng của tổ chức Rare Breeds Survival Trust - Các giống hiếm còn tồn tại.